# 天主教南卡舒埃拉教區
天主教南卡舒埃拉教區（拉丁語：Dioecesis Cachoëirensis Australis）是巴西一個羅馬天主教教區，位於東南部南大河州中北部，包括三十四個市。此教區屬聖瑪麗亞總教區。
教區成立於1991年7月17日，2006年有教友145,700人（佔轄區總人口69.7%）、十三個堂區、廿五名司鐸。
現任教區主教為埃德松·巴蒂斯塔·德-梅洛，榮休主教為依勒內·西爾維奧·維爾熱斯。